# El Alamor
El Alamor es un caserío peruano ubicado en el distrito de Lancones, perteneciente a la provincia de Sullana del departamento de Piura, al norte del Perú.

## Ubicación
El Alamor se ubica al noreste de la provincia de Sullana, en el distrito de Lancones, en el departamento de Piura. Se ubica muy cerca a la frontera ecuatoriana-peruana.

## Demografía
En 2017 El Alamor tenía una población de 667 habitantes.
| Gráfica de evolución demográfica de El Alamor entre 1993 y 2017 |
|                                                                 |
| Fuentes: Población 1993 y 2017                                  |